# مسكن الألم القاتل (مسلسل تلفزيوني)
قاتل الالم (بالإنجليزية: painkiller) هو مسلسل درامي أمريكي محدود تم إنتاجه لصالح شركة Netflix وتم إنشاؤه بواسطة ميكاه فيتزيرمان بلو ونوح هاربستر . المسلسل مكون من ست حلقات، وهو مستوحى من مقالة باتريك رادن كيف في مجلة نيويوركر بعنوان "العائلة التي بنت إمبراطورية الألم" وقاتل الألم: إمبراطورية الخداع وأصل وباء المواد الأفيونية في أمريكا بقلم باري ماير ،  يركز على نشأة أزمة الافيون في الولايات المتحدة  ، مع التركيز على شركة بوردو فارما ، وهي شركة مملوكة لريتشارد ساكلر وعائلته والتي كانت الشركة المصنعة لـ أوكسيكونتين . تم وصف عائلة ساكلر بأنها "العائلة الأكثر شرًا في أمريكا"،  و"أسوأ تجار أدوية في التاريخ".
تم عرض المسلسل قاتل الألم  لأول مرة على نتفليكس في العاشر من أغسطس عام  2023.

## الممثلون والشخصيات
- أوزو أدوبا في دور إيدي فلاورز [12]
- ماثيو برودريك في دور ريتشارد ساكلر [13]
- سام أندرسون في دور ريموند ساكلر
- كلارك جريج في دور آرثر ساكلر
- تايلور كيتش في دور جلين كريجر
- كارولينا بارتشاك في دور ليلي كريجر
- تايلر ريتر في دور جون إل براونلي
- جون أليس في دور جريجوري فيتزجيبونز
- رون ليا في دور بيل هافينز
- آنا كروز كاين في دور بريانا أورتيز
- ويست دوشوفني في دور شانون شيفر
- جاك مولهيرن في دور تايلر كريجر
- دينا الشهابي في دور بريت
- جون روثمان في دور مورتيمر ساكلر
- جون ميرفي في دور مايكل فريدمان
- نوح هاربستر في دور كيرتس رايت

## إنتاج المسلسل
بدأ الإنتاج في تورونتو في شهر أبريل  عام 2021 وانتهى في شهر نوفمبر عام  2021. المسلسل من إخراج بيتر بيرج .

## نقد المسلسل
في مجمع المراجعة المتخصص بالافلام و المسلسلات روتين توميتوز، أعطى 44% من اصل 36 ناقداً للمسلسل مراجعة إيجابية للمسلسل ، بمتوسط تقييم 6.1/10. يقول إجماع نقاد الموقع: " ان مسلسل قاتل الألم يكرم ضحايا أزمة الافيون بإيقاعات درامية فعالة ولكن يتم تقويضه من خلال ازدهاره الساخر الذي لا معنى له، مما يؤدي إلى قدر من التشويش."  اما في موقع ميتاكريتيك ، حصلت السلسلة على متوسط مرجح 59 من أصل 100، بناءً على 26 ناقد، مما يشير إلى "مراجعات مختلطة أو متوسطة".
في كتابة موجهة لـ المجلس الأمريكي للعلوم والصحة ، وهي مجموعة مؤيدة للصناعة، انتقد كاميرون إنجليش المسلسل، زاعمًا أنه يلقي اللوم بشكل غير عادل على شركة بوردو فارما  وعائلة ساكلر في أزمة الافيون.

## أنظر أيضا:
- داء المخدر (مسلسل قصير)
- جريمة القرن

## روابط خارجية
- مسكن الألم القاتل على نتفليكس (الاشتراك مطلوب)